# Unonopsis onychopetaloides
Unonopsis onychopetaloides är en kirimojaväxtart som beskrevs av Paulus Johannes Maria Maas och Lübbert Ybele Theodoor Westra. Unonopsis onychopetaloides ingår i släktet Unonopsis och familjen kirimojaväxter. Inga underarter finns listade i Catalogue of Life.